# Hyperhate
Hyperhate (укр. надненависть) — український музичний колектив, який грає переважно в стилі aggrotech. Тексти пісень присвячені несприйняттю соціальних інструментів тиску, нонкомформізму та саморозвитку.

## Історія
Гурт був створений 9 серпня 2011 року Ігорем Гурченком та Олександром Посоховим. Ігор до цього декілька років вів експериментальний сольний проект the_maaaigs, а Олександр вів такі авторські проекти як Synth Affection та Mortal Invasion, одна з пісень якого стала першою в біографії Hyperhate. Первинний склад включав до себе Ігора Гурченка (вокал), Олександра Посохова (клавішні) та Даниїла Пасічника (клавішні). Рік потому Олександр та Даниїл залишили гурт. З цього моменту Ігор повністю взяв на себе авторство музики та текстів, а на місце Олександра та Даниїла прийшли сесійні музиканти, в числі яких опинився Костянтин Нагорний, який пізніше закріпився в гурті як постійний клавішник. Згодом його на цьому місті змінив бас-гітарист готік-рок гурту The Nightchild — Сергій Андрєєв. Однак на цей час більшість значних концертів гурт відіграв у форматі тріо, переважно за сесійної підтримки DJ Alice Van Scott (Nitro-X, X-Ortin) або DJ Featon (T44, журнал Gothica).
З моменту створення гурт записав одне демо і один повноформатний альбом, офіційно виданий лейблом MuzIcona — частиною російського Dark Media Group
Крім того, гурт відіграв безліч концертів в містах України, а також побував у міні-турі Росією, включаючи виступи в Санкт-Петербурзі та Москві. Hyperhate отримали високу оцінку та підтримку повними танцполами таких значних українських фестивалів, як Діти Ночі: Чорна Рада, Energy Open Air, а також Lviv EBM Front I, який нещодавно зародився, та десятків інших тематичних заходів меншого масштабу в різний час розділивши сцену з багатьма легендами темної сцени світового рівня. Крім того, проект регулярно співпрацює з колегами по усьому світу, маючи на сьогодні спільні студійні роботи з музикантами гуртів Encono, Nitr0-X та A7IE.

## Цікаві факти
- На фестивалі Alchemical Wedding у 2016 р. вокаліст гурту Hyperhate Ігор Гурченко виступив як сесійний ударник німецького гурту Betamorphose (ex. Nurzery [Rhymes]).
- На фестивалі Діти Ночі: Чорна Рада у 2013 р. вокаліст гурту Hyperhate Ігор Гурченко виступив як концертний ударник російського гурту Totten Mechanismus.
- У 2003 році в альбомі Sociopath: Phylosophy Cynicism українського блек-метал гурту Lucifugum вокальні партії виконав Ігор Гурченко. В тому ж 2003 р. в альбомі «Правда — та, що живе» українського блек-метал гурту Underdark Ігор Гурченко виконав партії гітари, вокалу та басу, а також виступив співавтором текстів пісень та музики.

## Дискографія
Альбоми
- Toxicate (2011) (Web Release — Selfrelease)
- Try The Slavery (2012) (CD — Promolife)
- Try The Slavery (2012) (Web Release — MuzIcona)

Компіляції
- 2011 — Synthematika Three — Synthematik NetLabel (трек Hate You!)
- 2013 — Energy Compilation — компіляція учасників фестивалю Energy Open Air — Energy.UA (Трек And Lies)
- 2014 — Иная Музыка — додаток до журналу Бункер № 10 — Dizzaster Music (трек Hate You!)
- 2016 — VA — Transgression Vol. 1: Unz — Tenebris Records (трек And Lies)